# Беллман, Ричард
Ричард Эрнест Бе́ллман (англ. Richard Ernest Bellman; 26 августа 1920, Нью-Йорк, США — 19 марта 1984, Лос-Анджелес, США) — американский математик, один из ведущих специалистов в области математики и вычислительной техники.
Член Национальной инженерной академии США (1977), Национальной академии наук США (1983).

## Биография
Родился в Бруклине в семье еврейских эмигрантов из России и Польши Джона Джеймса Беллмана (англ. John James Bellman) и Перл Сафьян (англ. Pearl Saffian).
Ассистент математики в Принстонском университете (1946—1948).
Ассоциированный профессор математики, Стэнфордский университет (1948—1952).
Научный сотрудник, RAND Corporation (1953—1965).
Профессор Университета Южной Калифорнии (1965—1984).
Получил многочисленные результаты, связанные с применением динамического программирования в разных областях математики (вариационное исчисление, автоматическое регулирование, теория аппроксимации, исследование операций и др.). В 1979 году он был награждён медалью почёта IEEE «за вклад в теорию процессов принятия решений и теорию управления системами, особенно за создание и применение динамического программирования».
В вариационном исчислении важную роль играет функциональное уравнение Беллмана. В математических методах оптимального управления известны функция Беллмана, уравнение Беллмана, уравнение Гамильтона — Якоби — Беллмана. Опубликовал 619 статей и 39 книг. Многие его работы переведены на русский язык.

## Книги, переведённые на русский язык
- Беккенбах (Beckenbach E.), Беллман. Введение в неравенства. — 1961 (1965) — сер.:Современная математика — популярная серия
- Беккенбах, Беллман Неравенства. — 1961 (1965)
- Беллман, Гликсберг (Gligsberg I.), Гросс (Gross O.) Некоторые вопросы математической теории процессов управления. — 1958 (1962)
- Беллман, Дрейфус (Dreyfus S.E.). Прикладные задачи динамического программирования. — 1962 (1965)
- Беллман, Кук (Cooke K.L.) Дифференциально-разностные уравнения. — 1963 (1967)
- Беллман. Введение в теорию матриц. — 1969
- Беллман, Калаба (Kalaba R.) Динамическое программирование и современная теория управления. — 1969
- Беллман, Энджел (Angel E.) Динамическое программирование и уравнения в частных производных. — 1974
- Теория устойчивости решений дифференциальных уравнений / Пер. с англ. А. Д. Мышкиса. — М.: Изд-во иност. л-ры, 1954. — 216 с.
- Математические методы в медицине = Mathematical Methods in Medicine. — М.: Мир, 1987. — 200 с.